# スコット・ラゴ
スコット・ラゴ（Scott Lago 1987年11月12日‐）はアメリカ合衆国ニューハンプシャー州シーブック出身のスノーボード選手。最後のクォーターパイプの世界チャンピオン、バンクーバーオリンピック男子ハーフパイプの銅メダリストとしてよく知られている。
ニックネームでもあるスコッティ・ラゴ（Scotty Lago）の名で活動することが多い。

## キャリア
ラゴは1996年、9歳のときからスノーボードを始めている。  彼はマサチューセッツ州のアメーズバリーのローカル・チュービング・ヒルのスノーボードにピックアップしていた。 
ラゴは2010年の、ショーン・ホワイト、グレッグ・ベッツやルイ・ヴィトとともに、バンクーバオリンピックのスノーボード競技のアメリカ代表チームのメンバーの一人であり、同大会において2010年2月17日に男子ハーフパイプで42.8のスコアで銅メダルを獲得した。
同年2月19日に、ラゴのパーティにおけるアメリカ代表の銅メダルとアメリカ合衆国代表のユニフォームとともに写った物議をかもすような写真が流出した。この写真のために、ラゴは自主的に帰国した。

## 人物
ラゴはボストンのタフツ・メディカル・センターの『子どもたちのフローティング・ホスピタル』のための資金的支援をしてきた。  彼は雪上にいないときは狩猟や釣りを楽しんでいる。

## 主なキャリア
- 2004 World Quarterpipe Champion
- 1st place 2006 Fis Word Cup Halfpipe
- 1st place 2006 Paul Mitchell Progression Session
- 3rd place 2006 X Games Halfpipe
- 5th place 2007 O'Neil Evolution Quarterpipe
- 3rd place 2007 Grand Prix Slopestyle
- 2nd place 2007 Van Cup
- 2nd place 2007 New Zealand Open Halfpipe
- 1st place 2007 World Cup Halfpipe Opener
- 2nd place 2009 X Games Slopestyle
- 1st place 2009 Burton US Open Quarterpipe
- 3rd place 2009 Burton US Open Slopestyle
- 2nd place 2010 Grand Prix Halfpipe
- 2nd place 2010 Grand Prix Halfpipe
- 3rd place 2010 Winter Olympics
- 1st place 2012 TOYOTA BIG AIR

## 註
1. ↑  http://www.snowboardprofiles.com/pro.php?id=13
2. ↑  U.S. Snowboarding Team
3. ↑  Pells, Eddie (2010年2月20日). “Lago back home with bronze in hand, joke to tell”. Washington Post 2010年2月21日閲覧。[リンク切れ]
4. ↑  EXPN.com: - EXPN.com - Scotty Lago Athlete Bio